# Роледер, Хельмут
Хе́льмут Ро́ледер (нем. Helmut Roleder; род. 9 октября 1953, Фрайталь, Дрезден) — немецкий футболист, вратарь.

## Карьера
Хельмут Роледер провёл всю карьеру в немецком «Штутгарте», где за 13 сезонов сыграл за клуб 347 игр в Бундеслиге.
Роледер сыграл всего 1 матч за сборную ФРГ в 1984 году против сборной СССР. Он был включён в состав сборной на чемпионат Европы по футболу 1984 года, где, однако, не провёл ни одного матча.

## Достижения
- Чемпион ФРГ: 1983/84
- Серебряный призёр Бундеслиги: 1978/79
- Финалист Кубка ФРГ: 1985/86